# Ядерна енергетика Болгарії
Перший комерційний ядерний реактор Болгарії почав працювати в 1974 році. Козлодуйська АЕС експлуатує два реактори з водою під тиском загальною потужністю 1906 МВт. Це робить Болгарію 21-м найбільшим споживачем ядерної енергії у світі. Будівництво АЕС "Белене" було офіційно припинене в березні 2012 року, на цьому місці передбачалося побудувати теплову електростанцію. У травні 2018 року спроби відновити проект Белене були безуспішними. Станом на 2022 рік Болгарія планує побудувати нові реактори на існуючому майданчику Козлодуй. У січні 2023 року урядом була представлена нова енергетична стратегія на 2023 - 2053 роки, за якою планується будівництво 4 нових реакторів (2 х Козлодуй, 2 х Белене).

## Історія
У 1980-х роках поблизу Софії планувалося будівництво атомної станції теплопостачання з двома реакторами АСТ-500.

## Паливо
Від 2024 року Болгарія провадить заміну російського палива ТВЕЛ на паливо компанії Westinghouse.

## Радіоактивні відходи
У Болгарії є державне агентство, яке відповідає за утилізацію радіоактивних відходів. За угодою від 2002 року Болгарія платить Росії $620 тис./т за переробку ВЯП. Країна також витратила 49 мільйонів євро на будівництво нового сховища та мала плани побудувати ще одне сховище до 2015 року,  але не так сталося, як передбачалося.

## Реактори
| Назва    | Блок №. | Реактор | Реактор                      | Статус       | Чиста потужність (MW) | Початок будівництва | Комерційне використання | Закриття       |
| Назва    | Блок №. | Тип     | Модель                       | Статус       | Чиста потужність (MW) | Початок будівництва | Комерційне використання | Закриття       |
| -------- | ------- | ------- | ---------------------------- | ------------ | --------------------- | ------------------- | ----------------------- | -------------- |
| Козлодуй | 1       | PWR     | ВВЕР-440/230                 | Відключений  | 408                   | 1 квітня 1970       | 28 жовтня 1974          | 31 грудня 2002 |
| Козлодуй | 2       | PWR     | ВВЕР-440/230                 | Відключений  | 408                   | 1 квітня 1970       | 10 листопада 1975       | 31 грудня 2002 |
| Козлодуй | 3       | PWR     | ВВЕР-440/230                 | Відключений  | 408                   | 1 жовтня 1973       | 20 січня 1981           | 31 грудня 2006 |
| Козлодуй | 4       | PWR     | ВВЕР-440/230                 | Відключений  | 408                   | 1 жовтня 1973       | 20 червня 1982          | 31 грудня 2006 |
| Козлодуй | 5       | PWR     | ВВЕР-1000/320                | Функціонує   | 963                   | 9 липня 1980        | 23 грудня 1988          |                |
| Козлодуй | 6       | PWR     | ВВЕР-1000/320                | Функціонує   | 963                   | 1 квітня 1982       | 30 грудня 1993          |                |
| Козлодуй | 7       | PWR     | AP1000                       | Заплановано  | 1150                  |                     | ( 2033)                 |                |
| Козлодуй | 8       | PWR     | AP1000                       | Заплановано  | 1150                  |                     |                         |                |
| Белене   | 1       | PWR     | ВВЕР-1000/320 ВВЕР-1000/446B | Незавершений | 953 1011              | 1987 2008           |                         |                |
| Белене   | 2       | PWR     | ВВЕР-1000/320 ВВЕР-1000/446B | Незавершений | 953 1011              | 1987 2008           |                         |                |

## Зовнішні посилання
- Nuclear Power in Bulgaria // World Nuclear Association
- Uranium Information Center: Nuclear energy in Bulgaria
- Bulgarian Subject Files - Ecology: Nuclear Power Plant at Blinken Open Society Archives, Budapest
- World Nuclear Association Report on Bulgaria's Nuclear Energy History and Present [Архівовано 2009-01-21 у Wayback Machine.]
- France and Bulgaria to strengthen nuclear energy cooperation